# Campionati del mondo di atletica leggera 1987 - Staffetta 4×100 metri maschile
Le gare della staffetta 4×100 metri maschile dei Campionati del mondo di atletica leggera 1987 si sono svolte tra il 5 e il 6 settembre.

## Podio
| Pos.    | Nazionalità                                                                                            | Prestazione |
| ------- | --- | ----------- |
| Oro     | Stati Uniti Lee McRae, Lee McNeill, Harvey Glance, Carl Lewis, Dennis Mitchell                         | 37"90       |
| Argento | Unione Sovietica Aleksandr Evgenev, Viktor Bryzgin, Vladimir Murav'ëv, Vladimir Krylov, Andrej Fedoriv | 38"02       |
| Bronzo  | Giamaica John Mair, Andrew Smith, Clive Wright, Ray Stewart                                            | 38"41       |

## Situazione pre-gara

### Record
Prima di questa competizione, il record del mondo (RM) e il record dei campionati (RC) erano i seguenti.
| Record                | Prestazione | Nazione                                                        | Data                                    | Competizione         |
| --------------------- | ----------- | -------------------------------------------------------------- | --------------------------------------- | -------------------- |
| Record mondiale       | 37"83       | Stati Uniti Sam Graddy, Ron Brown, Calvin Smith, Carl Lewis    | 11 agosto 1984 Los Angeles, Stati Uniti | Giochi olimpici 1984 |
| Record dei campionati | 37"86       | Stati Uniti Emmit King, Willie Gault, Calvin Smith, Carl Lewis | 10 agosto 1983 Helsinki, Finlandia      | Mondiale 1983        |

### Campioni in carica
I campioni in carica a livello olimpico e mondiale erano:
| Campione | Nazione                                                        | Prestazione | Data                                    | Competizione         |
| -------- | -------------------------------------------------------------- | ----------- | --------------------------------------- | -------------------- |
| Olimpico | Stati Uniti Sam Graddy, Ron Brown, Calvin Smith, Carl Lewis    | 37"83       | 10 agosto 1984 Los Angeles, Stati Uniti | Giochi olimpici 1984 |
| Mondiale | Stati Uniti Emmit King, Willie Gault, Calvin Smith, Carl Lewis | 37"86       | 10 agosto 1983 Helsinki, Finlandia      | Mondiale 1983        |

### La stagione
Prima di questa gara, gli atleti con le migliori tre prestazioni dell'anno erano:
| Pos. | Nazione                                                                                | Prestazione | Data                                             |
| ---- | -------------------------------------------------------------------------------------- | ----------- | ------------------------------------------------ |
| 1    | Stati Uniti Lee McRae, Lee McNeill, Harvey Glance, Carl Lewis                          | 38"10       | 21 agosto 1987 Berlino, Germania                 |
| 2    | Unione Sovietica Aleksandr Evgenev, Viktor Bryzgin, Vladimir Murav'ëv, Vladimir Krylov | 38"15       | 20 giugno 1987 Karl-Marx-Stadt, Unione Sovietica |
| 3    | Canada Ben Johnson, Atlee Mahorn, Desai Williams, Tony Sharpe                          | 38"49       | 19 agosto 1987 Zurigo, Svizzera                  |

## Risultati[4][5]

### Turni eliminatori
| 3 Batterie   | 5 settembre | 19 staffette | Si qualificano le prime 4 staffette (Q) + i 4 migliori tempi (q). |
| 2 Semifinali | 5 settembre | 8 + 8        | Si qualificano i primi 4 (Q).                                     |
| Finale       | 6 settembre | 8 staffette  |                                                                   |

### Batterie
Sabato 5 settembre 1987
| Pos | Nazione     | Atleti                                                                     | Tempo | Note |
| --- | ----------- | -------------------------------------------------------------------------- | ----- | ---- |
| 1   | Stati Uniti | Lee McRae, Lee McNeill, Harvey Glance, Dennis Mitchell                     | 38"80 | Q    |
| 2   | Ungheria    | István Nagy, László Karaffa, István Tatár, Attila Kovács                   | 39"11 | Q    |
| 3   | Giappone    | Kaoru Matsubara, Hirohisa Ota, Masahiro Nagura, Hiroki Fuwa                | 39"49 | Q    |
| 4   | Cina        | Li Tao, Cai Jianming, Li Feng, Zheng Chen                                  | 39"63 | Q    |
| 5   | Spagna      | Enrique Talavera, Juan José Prado, Miguel Ángel García, José Javier Arqués | 40"20 | q    |
| 6   | Uganda      | Moses Musonge, Joseph Ssali, Sunday Olweny, Edward Bitoga                  | 40"22 |      |
| -   | Regno Unito | Lincoln Asquith, John Regis, Mike McFarlane, Clarence Callender            | dq    |      |

| Pos | Nazione          | Atleti                                                                        | Tempo | Note |
| --- | ---------------- | ----------------------------------------------------------------------------- | ----- | ---- |
| 1   | Unione Sovietica | Aleksandr Evgenev, Viktor Bryzgin, Vladimir Murav'ëv, Andrej Fedoriv          | 38"98 | Q    |
| 2   | Germania Ovest   | Fritz Heer, Volker Westhagemann, Christian Haas, Norbert Dobeleit             | 39"10 | Q    |
| 3   | Brasile          | Joilto Bonfim, Carlos de Oliveira, Arnaldo de Oliveira Silva, Robson da Silva | 39"57 | Q    |
| 4   | Italia           | Ezio Madonia, Stefano Tilli, Paolo Catalano, Pierfrancesco Pavoni             | 39"58 | Q    |
| 5   | Ghana            | John Myles-Mills, Emmanuel Tuffour, Salaam Gariba, Eric Akogyiram             | 39"77 | q    |
| 6   | Taipei cinese    | Lai Cheng-Chuan, Lee Shiun-Long, Chang Yih-Yuan, Cheng Hsin-Fu                | 40"05 | q    |

| Pos | Nazione    | Atleti                                                           | Tempo | Note |
| --- | ---------- | ---------------------------------------------------------------- | ----- | ---- |
| 1   | Canada     | Ben Johnson, Atlee Mahorn, Desai Williams, Mike Dwyer            | 38"76 | dq   |
| 2   | Giamaica   | John Mair, Andrew Smith, Clive Wright, Ray Stewart               | 38"88 | Q    |
| 3   | Cuba       | Ricardo Chacon, Leandro Peñalver, Sergio Querol, Andrés Simón    | 39"44 | Q    |
| 4   | Senegal    | Charles-Louis Seck, Hamidou Diawara, Joseph Dias, Amadou Mbaye   | 39"83 | Q    |
| 5   | Portogallo | Arnaldo Abrantes, Pedro Curvelo, Luís Cunha, Luís Barroso        | 40"10 | q    |
| 6   | Nigeria    | Augustine Olobia, Patrick Nwankwo, Innocent Egbunike, Chidi Imoh | dq    |      |

### Semifinali
Sabato 5 settembre 1987
| Pos | Nazione          | Atleti                                                                | Tempo | Note |
| --- | ---------------- | --------------------------------------------------------------------- | ----- | ---- |
| 1   | Unione Sovietica | Aleksandr Evgenev, Viktor Bryzgin, Vladimir Murav'ëv, Vladimir Krylov | 38"29 | Q    |
| 2   | Canada           | Ben Johnson, Atlee Mahorn, Desai Williams, Mike Dwyer                 | 38"50 | dq   |
| 3   | Germania Ovest   | Fritz Heer, Volker Westhagemann, Christian Haas, Norbert Dobeleit     | 38"84 | Q    |
| 4   | Italia           | Ezio Madonia, Stefano Tilli, Paolo Catalano, Pierfrancesco Pavoni     | 39"53 | Q    |
| 5   | Giappone         | Kaoru Matsubara, Hirohisa Ota, Masahiro Nagura, Hiroki Fuwa           | 39"71 |      |
| 6   | Spagna           | Miguel Ángel García, Juan José Prado, Angel Heras, José Javier Arqués | 39"74 |      |
| 7   | Ghana            | John Myles-Mills, Emmanuel Tuffour, Salaam Gariba, Eric Akogyiram     | 39"94 |      |
| 8   | Senegal          | Charles-Louis Seck, Hamidou Diawara, Joseph Dias, Amadou Mbaye        | 40"22 |      |

| Pos | Nazione       | Atleti                                                                        | Tempo | Note |
| --- | ------------- | ----------------------------------------------------------------------------- | ----- | ---- |
| 1   | Stati Uniti   | Lee McRae, Lee McNeill, Harvey Glance, Dennis Mitchell                        | 38"33 | Q    |
| 2   | Giamaica      | John Mair, Andrew Smith, Clive Wright, Ray Stewart                            | 38"66 | Q    |
| 3   | Ungheria      | István Nagy, László Karaffa, István Tatár, Attila Kovács                      | 38"78 | Q    |
| 4   | Cina          | Li Tao, Cai Jianming, Li Feng, Zheng Chen                                     | 39"05 | Q    |
| 5   | Cuba          | Ricardo Chacon, Leandro Peñalver, Sergio Querol, Andrés Simón                 | 39"08 |      |
| 6   | Brasile       | Joilto Bonfim, Carlos De Oliveira, Arnaldo de Oliveira Silva, Robson da Silva | 39"22 |      |
| 7   | Taipei cinese | Lai Cheng-Chuan, Lee Shiun-Long, Chang Yih-Yuan, Cheng Hsin-Fu                | 39"90 |      |
| 8   | Portogallo    | Arnaldo Abrantes, Pedro Curvelo, Luís Cunha, Luís Barroso                     | 40"24 |      |

### Finale
Domenica 6 settembre 1987
| Pos | Nazionalità      | Atleti                                                                | Tempo | Note                                    |
| --- | ---------------- | --------------------------------------------------------------------- | ----- | --------------------------------------- |
|     | Stati Uniti      | Lee McRae, Lee McNeill, Harvey Glance, Carl Lewis                     | 37"90 | Miglior prestazione mondiale stagionale |
|     | Unione Sovietica | Aleksandr Evgenev, Viktor Bryzgin, Vladimir Murav'ëv, Vladimir Krylov | 38"02 | Record nazionale                        |
|     | Giamaica         | John Mair, Andrew Smith, Clive Wright, Ray Stewart                    | 38"41 |                                         |
| 4   | Germania Ovest   | Fritz Heer, Volker Westhagemann, Christian Haas, Norbert Dobeleit     | 38"73 |                                         |
| 5   | Ungheria         | István Nagy, László Karaffa, István Tatár, Attila Kovács              | 39"04 |                                         |
| 6   | Italia           | Ezio Madonia, Domenico Gorla, Paolo Catalano, Pierfrancesco Pavoni    | 39"62 |                                         |
| 7   | Cina             | Li Tao, Cai Jianming, Li Feng, Zheng Chen                             | 39"93 |                                         |
| -   | Canada           | Ben Johnson, Atlee Mahorn, Desai Williams, Mike Dwyer                 | 38"47 | dq                                      |